# Ruda (Chełm)
Pour les articles homonymes, voir Ruda.
Ruda (prononciation : [ˈruda]) est un village polonais de la gmina de Ruda-Huta dans le powiat de Chełm de la voïvodie de Lublin dans l'est de la Pologne, à la frontière avec l'Ukraine.
Il se situe à environ 3 kilomètres au nord-est de Ruda-Huta (siège de la gmina), 14 kilomètres au nord-est de Chełm (siège du powiat) et 71 kilomètres à l'est de Lublin (capitale de la voïvodie).

## Histoire
De 1975 à 1998, le village est attaché administrativement à la voïvodie de Chełm.

Depuis 1999, il fait partie de la voïvodie de Lublin.

## Galerie

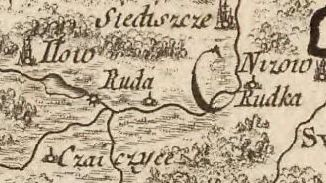
Ruda Ruda sur la carte République (Rizzi Zannoni) en 1772.
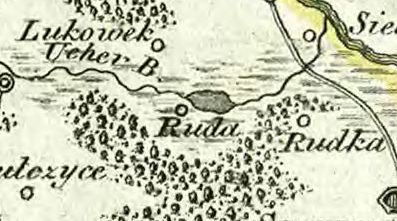
Ruda sur la carte de la Galice occidentale de 1803.
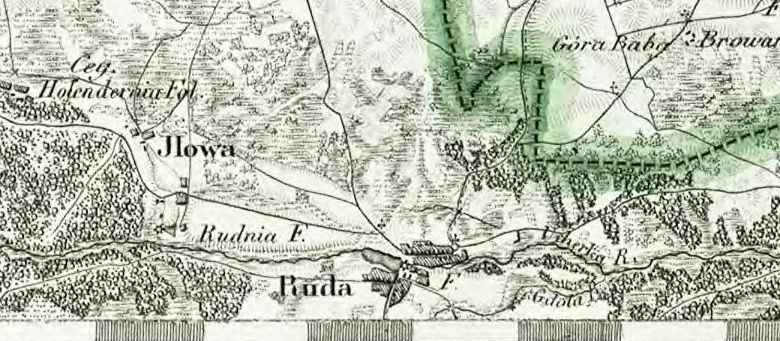
Ruda sur une carte topographique du Royaume de Pologne de 1839
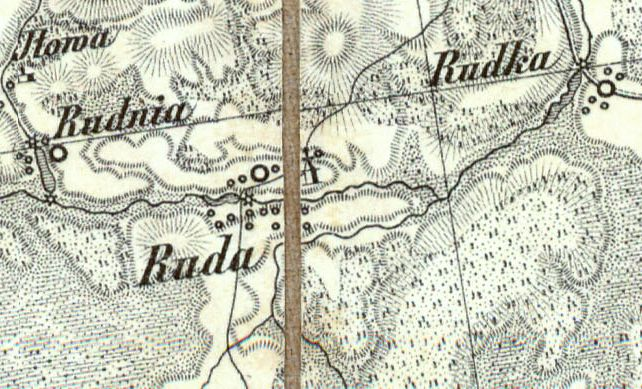
Ruda sur la carte Reymann du XIXe siècle.
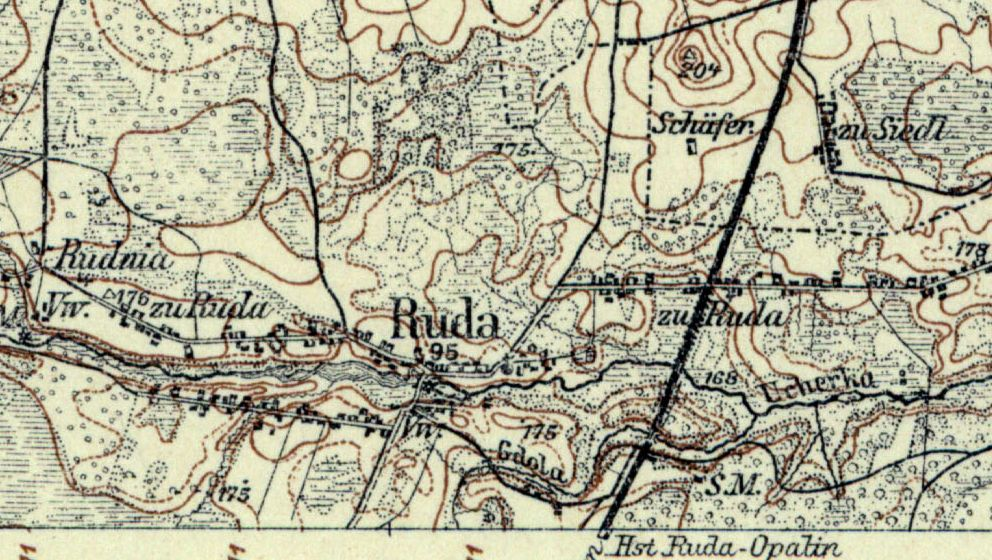
Ruda sur la carte de la Russie occidentale de 1915.
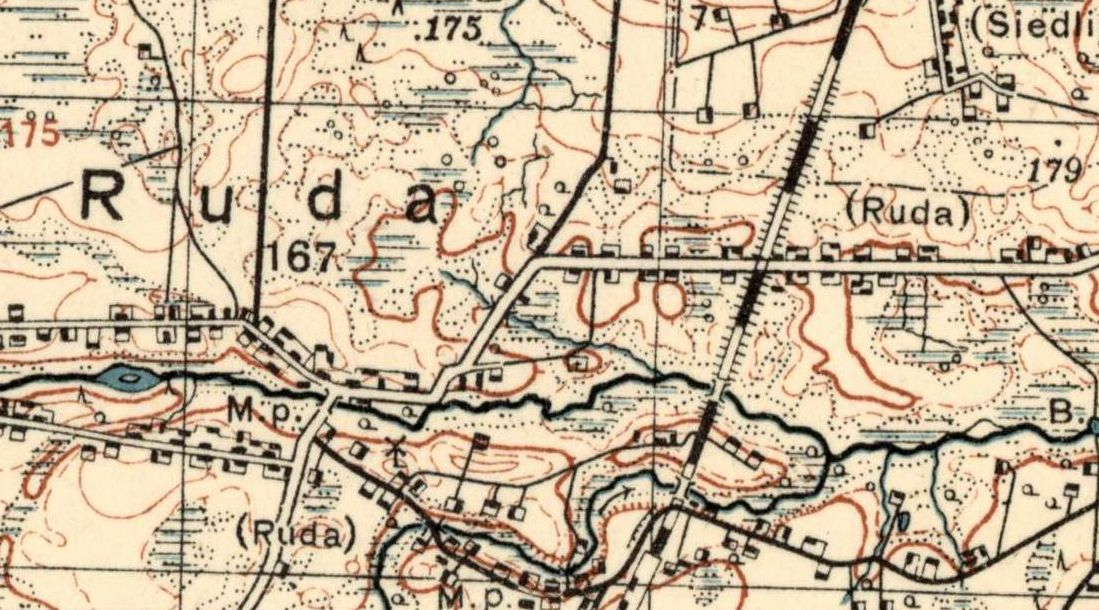
Ruda sur un plan de 1933.
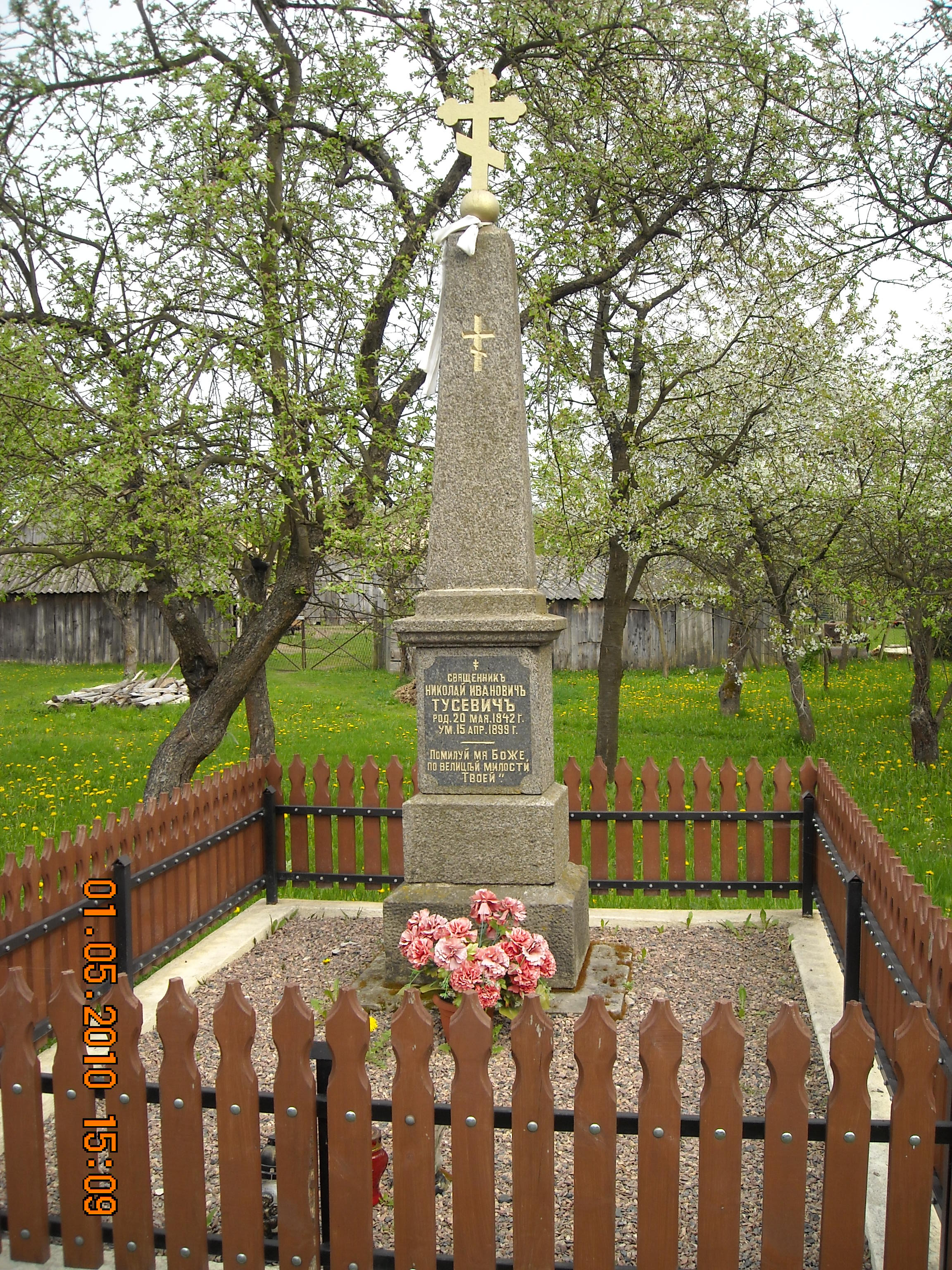
Monument orthodoxe du curé de Ruda, Nikolaï Ivanovitch Tusiewicz, au XXe siècle.
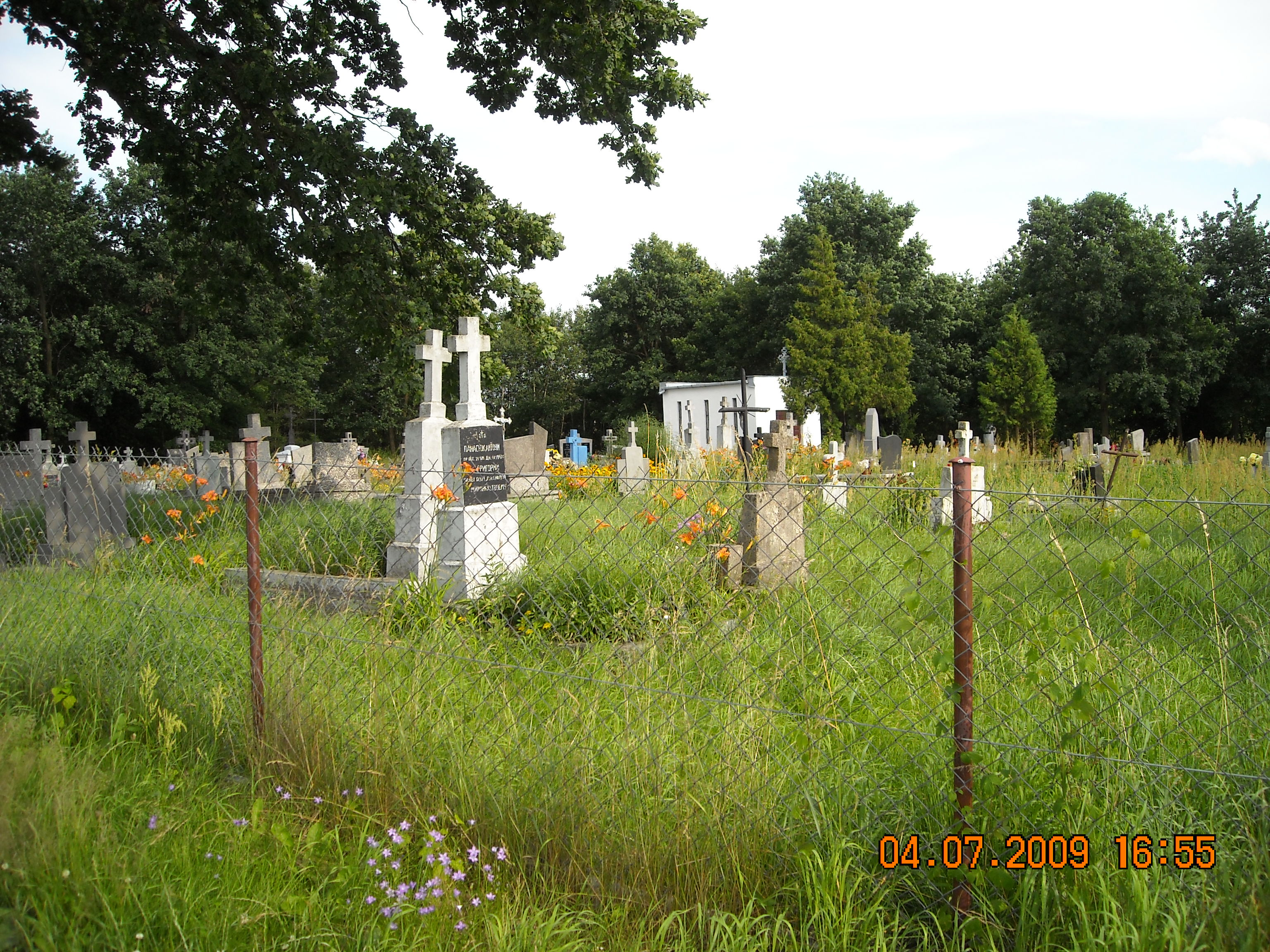
Cimetière Unicko-orthodoxe de Ruda
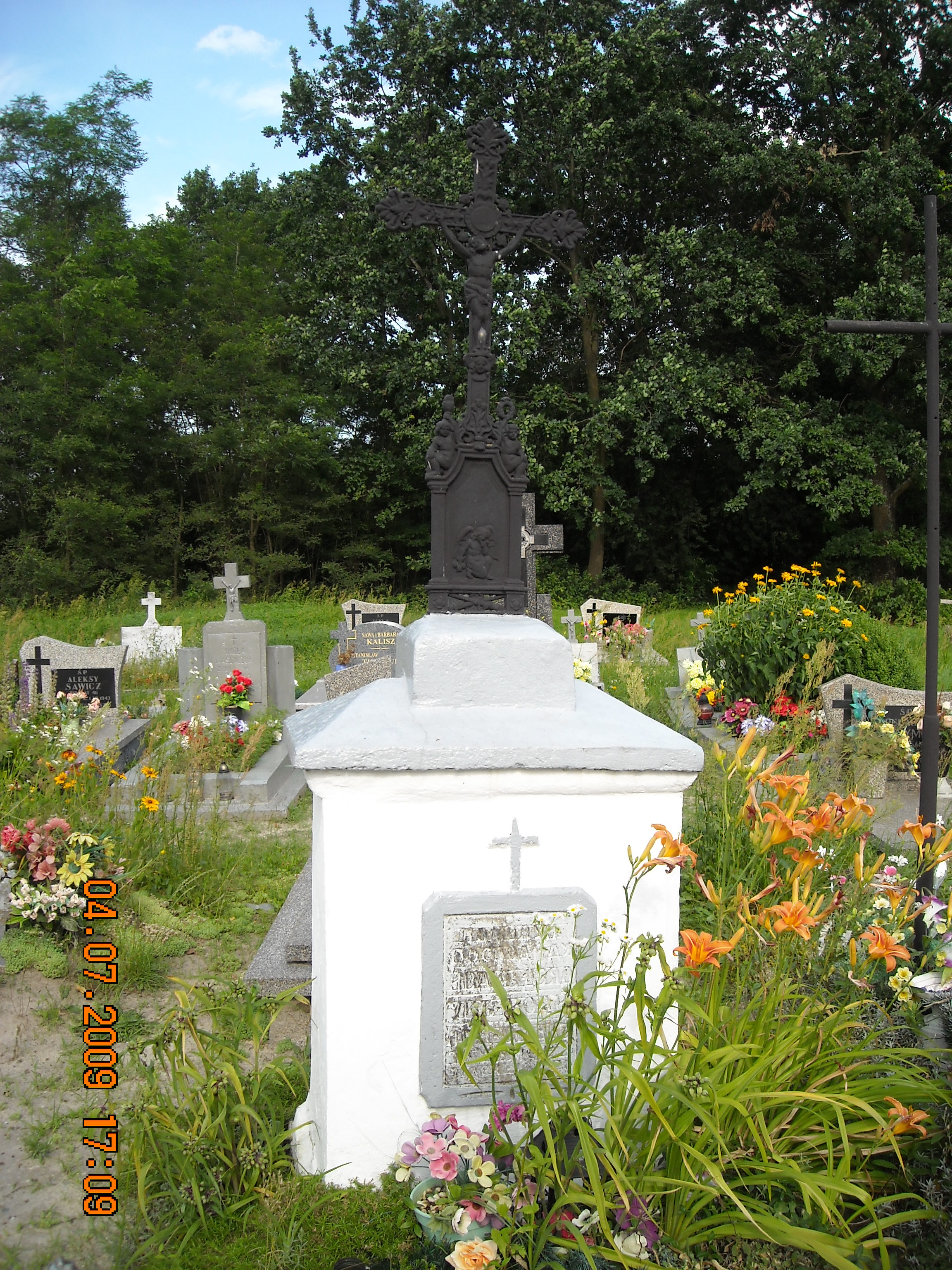
Cimetière Unicko-orthodoxe de Ruda